# Kartätsche (Munition)

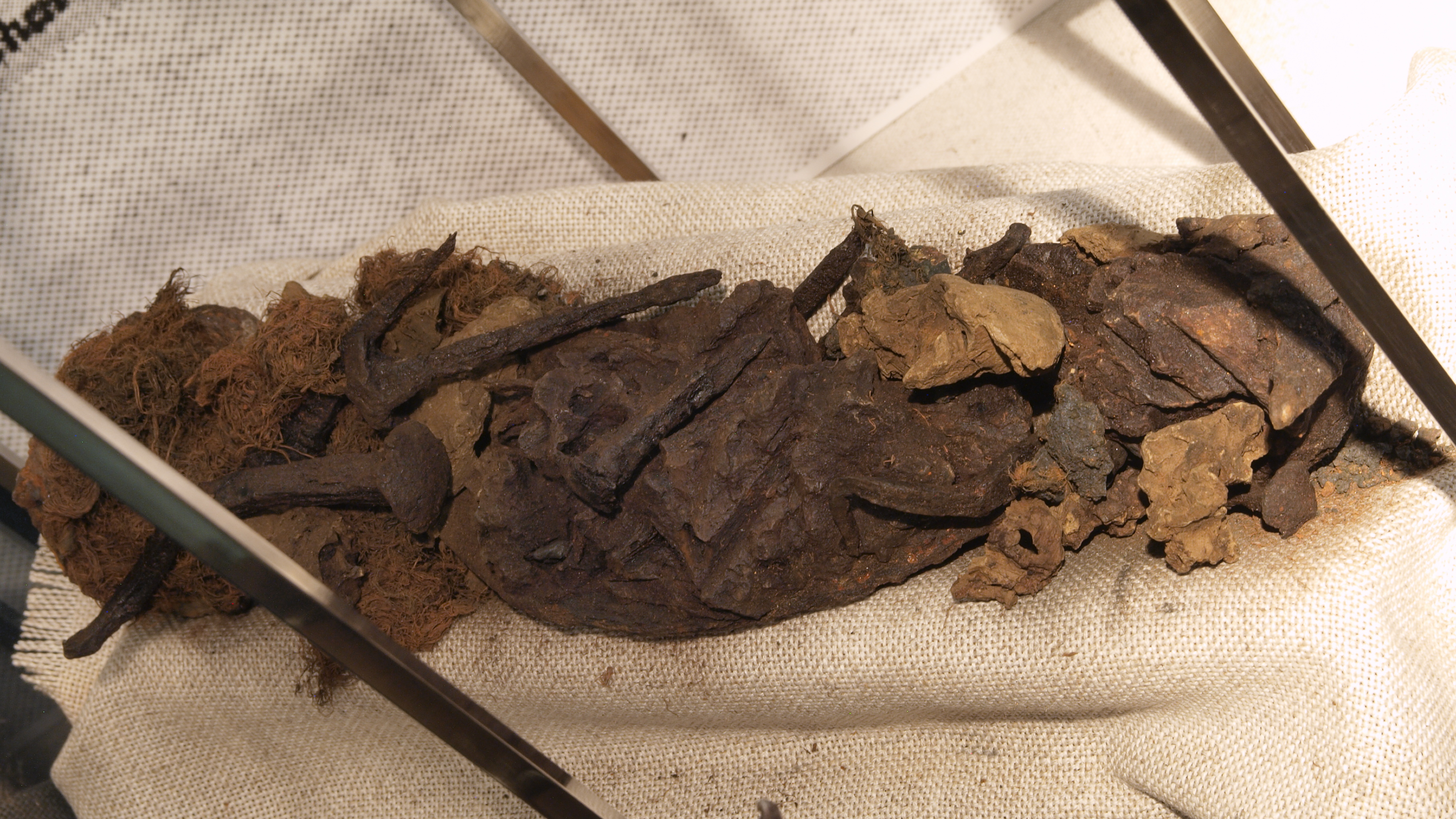
Reste einer Kartätschenladung aus einer Kanone des frühen 17. Jahrhunderts, bestehend aus Eisennägeln, Eisenschrott, Lehm und Hanfgewebe

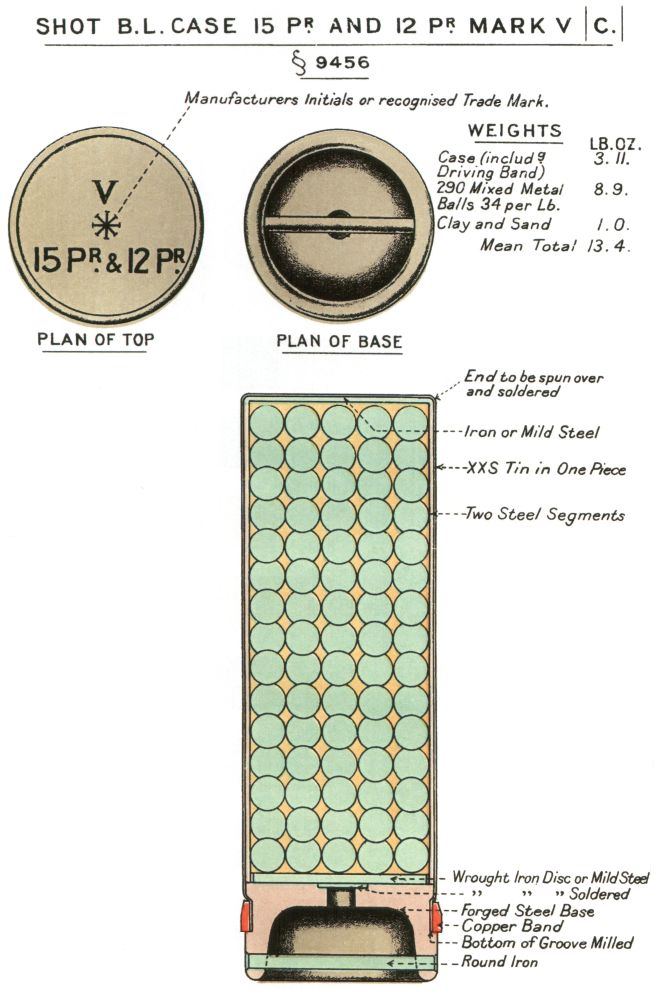
Britische Büchsenkartätsche aus dem Ersten Weltkrieg

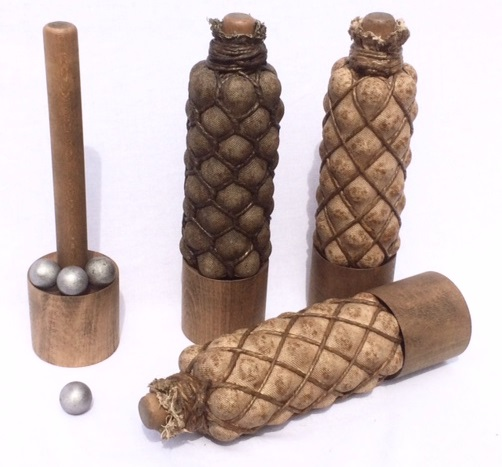
Traubenhagel (Rekonstruktionen)

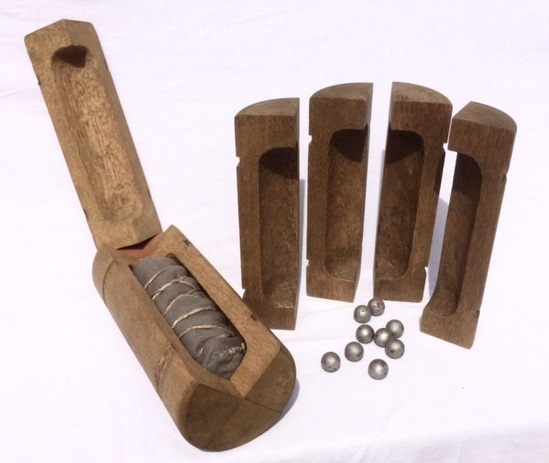
Hölzerne Hagelbehälter (Rekonstruktionen)

In der Waffentechnik bezeichnet man als Kartätsche ein Artilleriegeschoss mit Schrotladung. Diese wird auch Traubenschuss, Traubenhagel, Traubhagel, Traubenmunition oder Hagelmunition genannt; die Bezeichnungen galten häufig synonym und waren nicht zwingend nach Machart unterschiedlich. Das Wort Kartätsche stammt von älterem englisch cartage/cartrage (heute cartridge) für „Geschosshülse aus steifem Papier“, das selbst von italienisch cartoccio „Papprolle, zylindrischer Behälter, Tüte (für eine Pulverladung)“ (Diminutiv von italienisch carta „Papier“, zu lateinisch charta) abgeleitet ist. Die Kartusche ist nicht nur sprachlich eng verwandt.
Die Kartätsch- bzw. Traubenmunition ist von ihrem Vorgänger, dem sogenannten Hagel oder Hagelschuss, zu unterscheiden, der ohne Behälter verschossen wurde. Eine technische Weiterentwicklung ist hingegen das auf größere Distanz wirkende Schrapnell.

## Entwicklung
Die Kartätsche wurde spätestens um 1449 entwickelt. Schon vorher war aus Geschützen Hagel verschossen worden, der lose in den Geschützlauf geschüttet wurde. Dabei handelte es sich um groben Schrot aus gehacktem Blei, Eisen oder Nägeln. Hagel war bereits seit Beginn des 15. Jahrhunderts oder noch früher bekannt, war aber nur auf wenige Dutzend Meter wirksam und kam darum im Enterkampf auf Schiffen oder gegen anmarschierende, massierte Schützen- oder Schlachtreihen zum Einsatz.
Ein Kartätschenschuss reichte hingegen bis zu 500 Meter. Die Kartätsche bestand aus einem Papier- oder Stoffbehälter (ähnlich einer nichtmetallischen Kartusche, die mitverschossen wird), der mit kleinen Stein- oder Metallkugeln gefüllt wurde. Ladungen mit vielen kleinen Kugeln wurden als Beutelkartätsche, mit wenigen großen Kugeln als Traubenkartätsche bezeichnet. Der Behälter besaß einen Treibspiegel aus Holz. Ende des 16. Jahrhunderts kamen Beutelkartätschen auf, bei denen die Kugeln in verschnürten Zwilchbeuteln steckten. Die Beutelkartätschen erhielten Halt durch eine zentral im Spiegel steckende (Mittel-)Spindel. Bei den Trauben- oder Tannzapfenkartätschen wurden auf den Spiegel größere und kleinere Kugeln mit Pech angeklebt und mit Leinwand bezogen oder ein zuvor genähter Sack aus Leinwand über die Spindel gestülpt und anschließend mit Kugeln befüllt. In beiden Fällen wurde die äußere Leinwand zur Stabilisierung mit einem starken Garn netzartig verschnürt. Abschließend bekam die Leinwand noch eine Imprägnierung („Taufe“) mit einer pechhaltigen Mischung, um sie langfristig lagerfähig (verwitterungsfest) zu machen, was gerade im maritimen Einsatz vonnöten war.
Die zur Zeit des Dreißigjährigen Krieges vor allem durch die schwedischen Truppen bekannt gewordenen Lederkanonen waren ausschließlich für den Verschuss von Traubenhagelmunition vorgesehen.
Seit dem 17. Jahrhundert bestand der Behälter in der Feldartillerie aus Eisen- oder Zinkblech (Büchsenkartätsche). Innerhalb dieser Behältnisse wurden die Kugeln in eine Masse aus Gips, Wachs oder Schwefel eingebettet. Auch Kartätschenbehälter in Form eines mehrteiligen hölzernen Treibkäfigs sind bekannt und teilweise bis heute erhalten. Eine besonders erwähnenswerte Form der Kartätsche hat sich in größerer Stückzahl bis heute in den Sammlungen der Burg Forchtenstein in Österreich bewahrt. Sie bestehen aus im Kalibermaß geflochtenen Weidenkörben (vergleichbar mit der Form von Schanzkörben), welche an beiden Enden mit hölzernen Scheiben verschlossen sind. Die eigentliche Ladung besteht aus fast kugelförmigen Glasabschnitten („Glashagel“). In der Festungsartillerie wurden noch weitere zwei Jahrhunderte lang Beutelkartätschen eingesetzt.
Im späten 19. Jahrhundert kam das in der Anfangsphase des Ersten Weltkrieges oft eingesetzte Schrapnell, beziehungsweise die Granatkartätsche auf. Bei diesen Geschossen werden die Kugeln erst im Zielbereich durch eine Treibladung nach vorn Richtung Ziel ausgestoßen. Sie waren vor allem gegen ungeschützte Flächenziele wirksam.
Auch im Zweiten Weltkrieg waren für einige Geschütze mittlerer Kaliber Kartätschen zur Nahverteidigung der Geschützstellung verfügbar.
Die Bedeutung der Kartätsche ging bereits im 19. Jahrhundert mit der flächendeckenden Einführung gezogener Läufe bei Infanteriegewehren und der dadurch steigenden Kampfentfernung zurück. Durch die Entwicklung von Schrapnell und Maschinengewehr wurden Kartätschen fast vollständig verdrängt. Eine moderne Waffe nach diesem Prinzip ist die US-amerikanische 120-mm-Patrone M1028 zur Bekämpfung von nahen Zielen in Städten. Diese verschießt etwa 1150 Wolframkugeln aus einer Glattrohrkanone.
Auch für die Artillerie im Kaliber 105 mm, 122 mm, 152 mm sowie 155 mm gibt es derartige Munition. Diese stößt nach zuvor über den Zeitzünder eingestellter Flugweite mehrere Tausend kleine Flechettes von etwa 2,5 mm Durchmesser aus, welche sich dann über eine bestimmte Fläche verteilen und gegen lebende Ziele („Weichziele“) sowie Material wirksam sind.

## Einsatz
Kartätschen werden von der Artillerie gegen ungedeckte Menschen, sogenannte Weichziele, eingesetzt. Dies konnten angreifende Truppenverbände oder sonstige Bevölkerungsansammlungen sein. In Festungen konnten damit Gräben wirksam bestrichen werden. Besonders verheerende Wirkung wurde durch einen Rikoschettschuss erzielt: Die Kartätsche wurde in flachem Winkel vor den angreifenden Truppen gegen den Boden geschossen. Die aus dem aufplatzenden Behälter in alle Richtungen abprallenden Kugeln sorgten für mehr Verwundete und Tote als ein direkt treffendes Einzelgeschoss. Die wirksame Reichweite beträgt 300 bis 600 Meter. Auf kürzerer Entfernung ist die Streuung zu gering, auf zu große Entfernung lassen Durchschlagskraft und Feuerdichte nach.
Bekannte Einsätze sind zum Beispiel:
- Schlacht bei Breitenfeld (1631)
- Schlacht bei Waterloo
- Schlacht von Solferino
- Juniaufstand 1848

Der abwertende Beiname „Kartätschenprinz“ wurde Prinz Wilhelm von Preußen, dem späteren König und ersten Deutschen Kaiser Wilhelm I., von Maximilian Dortu 1848 wegen seiner Forderung nach entschiedener militärischer Gewalt zur Niederschlagung der Märzrevolution beigelegt.